# Святогірський трамвай
Святогірський трамвай — лінія кінного, а згодом бензомоторного трамвая, що існувала у місті Святогірськ Харківської губернії (згодом Донецької області).
На початку XX ст. (точна дата невідома) від залізничної станції до Успенського монастиря було відкрито кінну залізницю (трамвай) довжиною 7 км. Невідома кількість вагонів.
Бензомототрамвай у Банно-Тетянівці було відкрито у 1930 році — точніше, у вагоні конки встановлено бензомоторний двигун. Існував один маршрут, який сполучав залізничну станцію і Успенський монастир. Трамвай припинив свою роботу в 1941 році, під час Другої світової війни. Після війни трамвай відновлений не був, а був замінений автобусним сполученням.